# Geochim-eobs-i high kick!
Geochim-eobs-i high kick! (거침없이 하이킥!?, lett. Calcio alto senza esitazione!; titolo internazionale High Kick!, conosciuta anche come Unstoppable High Kick!) è una serie televisiva sudcoreana trasmessa su MBC dal 6 novembre 2006 al 7 luglio 2007. La popolarità della sitcom portò alla messa in onda di altre due serie correlate, Jibung tturko high kick! (2009-2010) e High kick! - Jjarb-eun dari-ui yeokseup (2011-2012).

## Trama
La sitcom narra le vicende della famiglia Lee con un approccio comico.
Lee Yoon-ho, un appassionato di moto spesso coinvolto in risse a scuola e noto per il suo calcio alto, e Lee Min-ho, amante dei modellini in scala e dei blog su internet, sono fratelli nati a un anno di distanza, ma nella stessa classe a scuola. Loro padre, Lee Joon-ha, è un investitore azionario a tempo pieno, ottimista e spericolato, e la loro madre, Park Hae-mi, è una dottoressa di medicina orientale troppo sicura di sé. Il nonno, Lee Soon-jae, ama i soldi più di ogni altra cosa al mondo, mentre sua moglie Na Moon-hee è una donna forte dall'incredibile appetito. Lo zio di Yoon-ho e Min-ho, Lee Min-yong, è un padre single di 27 anni, sposatosi troppo presto, ma che vede ancora la ex moglie Shin Ji.

## Personaggi
- Lee Soon-jae, interpretato da Lee Soon-jae e Lee Min-ho (da giovane)
- Na Moon-hee, interpretata da Na Moon-hee e Jung Ji-ahn (da giovane)
- Lee Joon-ha, interpretato da Jeong Joon-ha
- Lee Min-yong, interpretato da Choi Min-yong
- Park Hae-mi, interpretata da Park Hae-mi
- Lee Min-ho, interpretato da Kim Hye-seong
- Lee Yoon-ho, interpretato da Jung Il-woo
- Shin Ji/Shin Bong-hee, interpretata da Shin Ji
- Seo Min-jung, interpretata da Seo Min-jung
- Kim Bum, interpretato da Kim Bum
- Kang Yoo-mi, interpretata da Park Min-young e Jang Ji-min (da giovane)

## Riconoscimenti
| Anno | Premio                   | Categoria                              | Ricevente      | Risultato       |
| ---- | ------------------------ | -------------------------------------- | -------------- | --------------- |
| 2006 | MBC Entertainment Awards | Premio all'eccellenza, sitcom          | Park Hae-mi    | Vincitore/trice |
| 2007 | Baeksang Arts Awards     | Miglior programma di intrattenimento   |                | Candidato/a     |
| 2007 | Korea Drama Awards       | Miglior direttore di produzione        | Kim Byung-wook | Vincitore/trice |
| 2007 | Korea Drama Awards       | Premio alla carriera                   | Lee Soon-jae   | Vincitore/trice |
| 2007 | MBC Entertainment Awards | Gran premio (Daesang)                  | Lee Soon-jae   | Vincitore/trice |
| 2007 | MBC Entertainment Awards | Premio alla massima eccellenza, sitcom | Na Moon-hee    | Vincitore/trice |
| 2007 | MBC Entertainment Awards | Premio speciale, sitcom                | Kim Byung-wook | Vincitore/trice |
| 2007 | MBC Entertainment Awards | Premio speciale, sitcom                | Shin Ji        | Vincitore/trice |
| 2007 | MBC Entertainment Awards | Attore popolare, sitcom                | Choi Min-yong  | Vincitore/trice |
| 2007 | MBC Entertainment Awards | Attrice popolare, sitcom               | Park Hae-mi    | Vincitore/trice |
| 2007 | MBC Entertainment Awards | Nuovo attore, sitcom                   | Jung Il-woo    | Vincitore/trice |
| 2007 | MBC Entertainment Awards | Nuova attrice, sitcom                  | Park Min-young | Vincitore/trice |